# 新潟県立教育センター
新潟県立教育センター（にいがたけんりつきょういくセンター、英称：Niigata Prefectural Education Center）は、新潟県が設置する教育に関する研究及び教育関係職員の研修を行う機関である。

## 概要・事業
地方教育行政の組織及び運営に関する法律に基づき、教育に関する専門的、技術的事項の研究、教育関係職員の研修及び教育相談を行なうため、1966年前身の新潟県立教育研究所と新潟県立理科教育センターを統合して設置される。

## 沿革
- 1950年（昭和25年）4月 - 新潟県教育研究所創設[2]
- 1956年（昭和31年）12月 - 新潟県立教育研究所と改称[2]
- 1962年（昭和37年）4月 - 新潟県立理科教育センター創立[2]
- 1966年（昭和41年）8月 - 新潟県立教育センター設置条例の施行により新潟県立教育研究所と新潟県立理科教育センターが廃止され、新潟県立教育センターが設置される[1]。
- 1983年（昭和58年）11月 - 現在地に庁舎新築、移転[2]。

## 組織
- 総務課[2]
  - 庶務係
- 教育支援課[2]
  - 教育企画班
  - 教育研修班
  - 教育研究班
  - 学⼒向上推進チーム
  - 教員支援班

## 立地
新潟西バイパス 曽和IC至近に立地し、新潟県消防学校や新潟県保健環境科学研究所、アジア大気汚染研究センターが隣接する。
JR越後線 内野駅より南へ徒歩約20分。